# 1892
Прекрасна епоха • Промислова революція •  Колоніальні імперії •  Національно-визвольні рухи • Робітничий рух

## Геополітична ситуація
У Росії царює імператор Олександр III (до 1894). Російській імперії належить більша частина України, значна частина Польщі, Бессарабія, Закавказзя, Фінляндія, Бухарське ханство, Хівинське ханство. Україну розділено між двома державами — Королівство Галичини та Володимирії належить Австро-Угорщині, Правобережжя, Лівобережжя та Крим — Російській імперії.
В Османській імперії править султан Абдул-Гамід II (до 1909). Під владою османів перебувають Близький Схід, Середземноморське узбережжя Північної Африки частина Балкан, автономна Болгарія.
В Австро-Угорщині править Франц-Йосиф I (до 1916). Імперія охоплює, крім австрійських та угорських земель, Хорватію, Трансильванію, Богемію. В Німецькій імперії править Вільгельм II (до 1918). Німецька імперія має колонії в Африці та в Тихому океані.
Третя французька республіка має колонії в Алжирі, Карибському басейні, Південній Америці в Індокитаї. Королівство Іспанія формально очолює неповнолітній Альфонс XIII (до 1931). Іспанії належать частина островів Карибського басейну, Філіппіни. У Португалії править Карлуш I (до 1908). Португалія має володіння в Африці, Індії, Індійському океані й Індонезії.
У Великій Британії триває Вікторіанська епоха — править королева Вікторія (до 1901). Британська імперія має колонії в Північній Америці, на Карибах, в Африці та в Індостані. Королівство Нідерланди формально очолює неповнолітня королева Вільгельміна (до 1948). Король Данії та Норвегії — Кристіан IX (до 1906), Оскар II сидить на шведському троні (до 1907), на троні Королівства Італія — Умберто I (до 1900).
Бенджамін Гаррісон обіймає посаду президента США. Територію на півночі північноамериканського континенту займає Канадська конфедерація (домініон Великої Британії), територія на півдні континенту належить Мексиці.
В Ірані володарює Каджари. Владу над Індостаном та Бірмою утримує Британська корона, над В'єтнамом, Лаосом і Камбоджею — Франція. У Сіамі править династія Чакрі. У Китаї володарює Династія Цін. У Японії триває період Мейдзі.

## Події

### В Україні
- 13 червня у Києві відкритий перший у Російській імперії електричний трамвай.
- У Львові вийшла поетична збірка Лесі Українки «На крилах пісень».
- Відкрито Коломийську українську гімназію.
- Засновано заповідник Херсонес Таврійський.

### У світі
- З 1 січня острів Елліс став виконувати функцію пропускного пункту іммігрантів у США.
- 6—8 березня правителі князівств Оману прийняли протекторат Великої Британії.
- 22 березня британські війська захопили Іджебу-Оде.
- 30 червня у США почався Гомстедський страйк.
- 6 липня на Філіппінах заарештовано письменника Хосе Рісаля, одного із засновників Філіппінської ліги.
- 18 серпня Вільям Гладстон удруге став прем'єр-міністром Великої Британії.
- 8 листопада президентські вибори в США удруге виграв Гровер Клівленд.
- 17 листопада французькі війська захопили Абомей, столицю держави Дагомеї.
- В Австро-Угорщині відбулася грошова реформа. Замість гульдена запроваджена нова грошова одиниця австро-угорська крона.

### У суспільному житті
- Засновано
  - Компанію General Electric у США.
  - Журнал моди Vogue у США.
- Винайдено крончату кришку.
- Запатентовано ескалатор.
- Поліція Буенос-Айреса створила перше у світі бюро відбитків пальців.

### У науці
- Едвард Емерсон Барнард відкрив супутник Юпітера Амальтею.
- Дмитро Івановський відкрив віруси.
- Джеймс Дьюар винайшов посудину Дьюара.
- Георг Кантор показав, що існують нескінченності різних видів і почав вивчати трансфінітні числа.
- Володимир Хавкін виготовив вакцину від холери.
- Рудольф Дизель отримав патент на дизельний двигун.

### У мистецтві
- Артур Конан Дойл опублікував збірку оповідань «Пригоди Шерлока Холмса».
- 21 травня у Мілані здійснено постановку опери «Паяци» Руджеро Леонкавалло.
- Відбулася прем'єра опери Жуля Массне «Вертер».
- Поль Гоген написав картину «О, в тебе ревнощі?».

### У спорті
- Англійську футбольну лігу реорганізовано, додалися нові команди, утворено другий дивізіон.
- 15 березня засновано англійський футбольний клуб «Ліверпуль».
- Генерал-губернатор Канади лорд Стенлі оголосив новий трофей, яким нагороджуватимуть найкращу хокейну команду, згодом це трофей отримав назву кубок Стенлі.
- У Нідерландах утворено Міжнародний союз ковзанярів.
- Відбувся перший Голменколленський лижний фестиваль.
- Розпочався перший чемпіонат Франції з регбі.

## Народились
Дивись також Категорія:Народились 1892
- 3 січня — Джон Рональд Руел Толкін, англійський філолог, письменник
- 13 лютого — у Києві народилася видатна співачка і громадський діяч Марія Литвиненко-Вольгемут.
- 17 лютого — Йосип Сліпий, Патріарх Української греко-католицької церкви
- 1 березня — Акутаґава Рюносуке, японський письменник.
- 4 березня — Лі Квансу, корейський письменник, поет.
- 20 березня — Банах Стефан, польський математик, один з основоположників функціонального аналізу
- 6 квітня — Дональд Дуглас, американський авіаконструктор
- 8 квітня — Мері Пікфорд , американська акторка, зірка німого кіно
- 13 квітня — Роберт Вотсон-Ватт, шотландський фізик, винахідник радара (1935)
- 18 квітня — Берут Болеслав, польський політичний і державний діяч, президент Польщі
- 2 травня — Манфред Ріхтгофен , німецький льотчик-ас
- 3 травня — Джордж Паджет Томсон, англійський фізик, лауреат Нобелівської премії 1937 року
- 25 травня — Броз Йосип (Тіто), президент Югославії (1953–1980 рр.)
- 31 травня — Костянтин Паустовський, російський письменник.
- 8 червня — Полікарпов Микола Миколайович, радянський авіаконструктор, в колах пов'язаних з авіабудуванням мав неофіційний статус «Короля винищувачів»
- 25 червня — Річинський Арсен, православний церковний і громадський діяч, композитор.
- 1 липня — Джеймс Кейн , американський письменник
- 8 липня — Річард Олдінгтон , англійський письменник
- 12 липня — Шульц Бруно, єврейський письменник та графік, автор «Цинамонових крамниць» та «Санаторії під клепсидрою».
- 19 липня — Ілько Борщак, український історик і громадський діяч
- 23 липня — Хайле Селассіє I, імператор Ефіопії (1930–1974 рр.)
- 2 серпня — Ворнер Джек Леонард, молодший із братів-засновників кінокорпорації Warner Brothers
- 15 серпня — Бройль Луї де, французький фізик, один з основоположників квантової механіки
- 6 вересня — Епплтон Едвард Віктор, англійський фізик
- 11 вересня — Пінто Колвіг, американський актор та клоун.
- 5 листопада — Холдейн Джон Бьордон Сандерсон, англійський біолог, член Лондонської королівської спілки
- 4 грудня  — Франко Франциско, диктатор Іспанії (1939—1975), генералісимус

## Померли
Дивись також Категорія:Померли 1892
- 21 січня — Джон Кауч Адамс, англійський астроном, математик і механік
- 26 березня — Волт Вітмен, американський поет, есеїст, журналіст та гуманіст